# Chrysopogon trianguliferus
Chrysopogon trianguliferus là một loài ruồi trong họ Asilidae. Chrysopogon trianguliferus được Clements miêu tả năm 1985. Loài này phân bố ở miền Australasia.